# Brandolf Egger

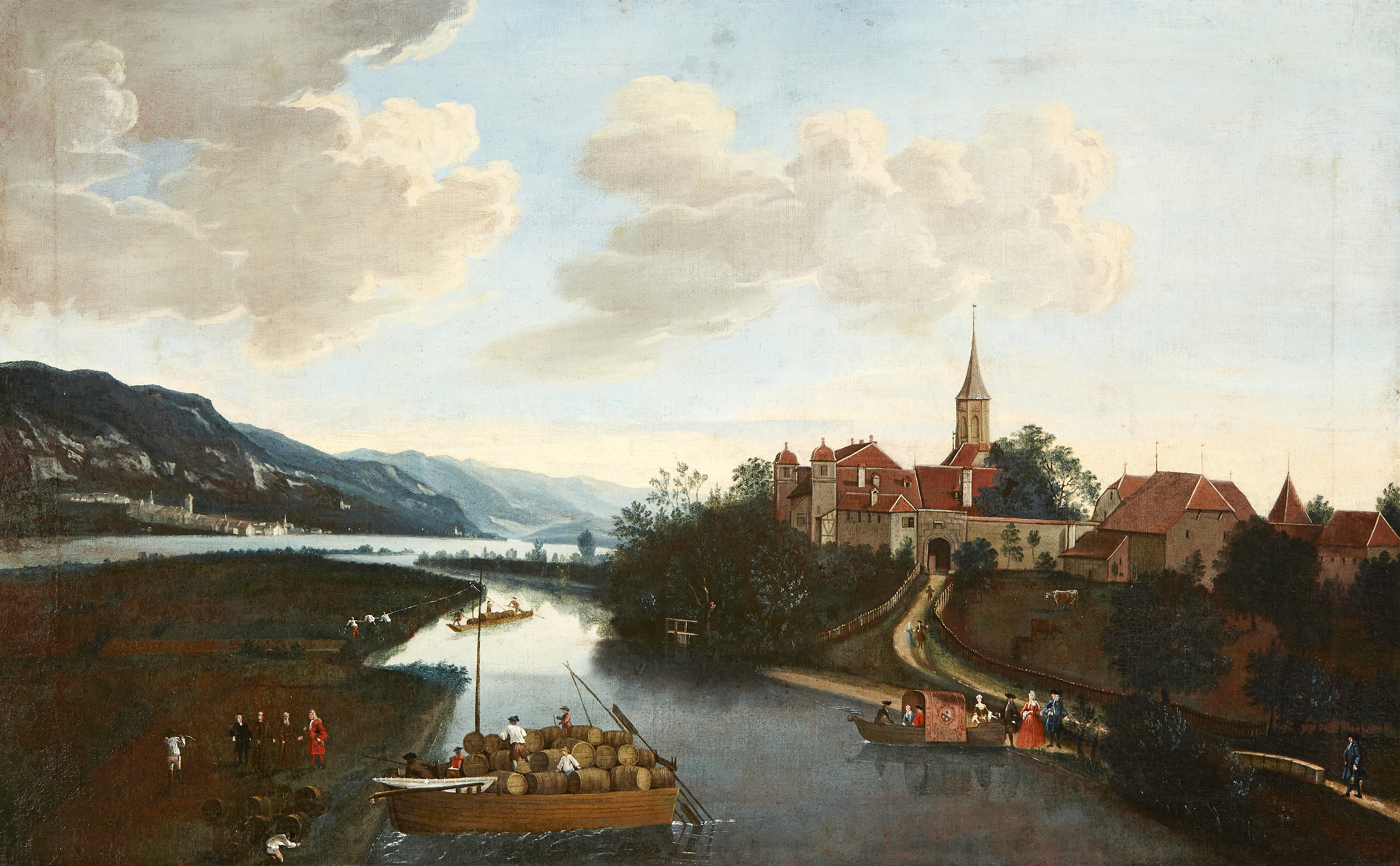
Bootsfahrt beim Kloster Erlach, Boot mit dem Wappen des Landvogts Brandolf Egger (um 1725)

Brandolf Egger (getauft am 12. Januarjul. / 22. Januar 1674greg. in Bern; † 27. Februar 1731 ebenda) war ein Schweizer Magistrat und Connaisseur.

## Biografie
Brandolf Egger wurde als Sohn des Johannes Egger und der Margaretha Wassmer geboren. Die aus Aarau stammende Familie erhielt 1601 in Bern Burgerrecht und schaffte es in der Zeit des sich immer stärker abgrenzenden Patriziates knapp, bereits in der dritten Generation Einsitz in den Grossen Rat zu nehmen. Brandolfs Vater Johannes war Notar und gelangte 1673 als Erster seines Geschlechts in den Grossen Rat, 1685 wurde er Landvogt nach Schwarzenburg, 1700 Sechzehner und Landvogt nach Echallens.
Brandolf Egger immatrikulierte sich 1689 an der Hohen Schule in Bern. Er beschäftigte sich um 1700 mit den Künsten, indem er unter dem Titel Eygentliche abbildungen etlicher orten der Statt Bern... einen Band mit 45 Blättern aus der Hand des Malers Wilhelm Stettler (1643–1708) zusammenstellte. 1710 wurde er wie sein Vater Mitglied des Großen Rates der Stadt Bern und 1721 Landvogt nach St. Johannsen. Von seinen drei Söhnen wurde Johannes Egger (1698–1748) Professor der Philosophie an der Hohen Schule in Bern, Johann Rudolf Egger war Landvogt nach Thorberg und Samuel Egger (1705–1768) Landvogt nach Oron. Staatliche Aufträge und Freundschaft verbanden ihn mit dem aus Basel stammenden Maler Johann Rudolf Huber (1668–1748).
Brandolf Egger ist mit den durch Albrecht Kauw (1616–1681) angefertigten Gouache-Kopien von Niklaus Manuels (um 1484–1530) Totentanz bekannt geworden. Egger fertigte neue kalligraphierten Textblätter dazu an. Zudem verfasste Egger in den Jahren 1714 bis 1717 das dreibändige Stambuch aller Regimentsvechigen Geschlechteren der Statt Bern, welches ein kunstvoll kalligraphiertes Titelblatt aufweist. Zwischen 1713 und 1722 fertigte er für die bernische Burgerkammer Abschriften der Kirchenbücher (Tauf-, Ehe- und Totenlisten) an.